# Michel Daviault
Pour les articles homonymes, voir Daviault.
Michel Daviault (né le 25 novembre 1952) est un administrateur et ancien homme politique fédéral du Québec.

## Biographie
Né à Montréal, Michel Daviault est devenu député du Bloc québécois dans la circonscription d'Ahuntsic en 1993 en délogeant la député progressiste-conservatrice Nicole Roy-Arcelin et en vainquant la candidate libérale et future sénatrice Céline Hervieux-Payette. Il ne se représenta pas en 1997.
Durant sa carrière parlementaire, il fut porte-parole bloquiste en matière d'Infrastructure de 1994 à 1996 et en matière d'euthanasie et de suicide assisté de 1995 à 1996. Il fut également porte-parole adjoint en matière de santé de 1995 à 1996.
Il est nommé juge administratif à la Commission des affaires sociales le 8 mars 1998 et juge au Tribunal administratif du Québec à compter du 1er avril 1998.